# Carles

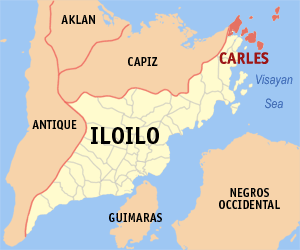
Bản đồ Iloilo với vị trí của Carles

Carles là một đô thị hạng 4 ở tỉnh Iloilo, Philippines. Theo điều tra dân số năm 2000 của Philipin, đô thị này có dân số 53.404 người trong 9.814 hộ.

## Các đơn vị hành chính
Carles được chia ra 33 barangay. It is famous in Panay island for its rich fishing grounds.
| - Abong - Alipata - Asluman - Bancal - Barangcalan - Barosbos - Punta Batuanan - Binuluangan - Bito-on - Bolo - Buaya | - Buenavista - Isla De Cana - Cabilao Grande - Cabilao Pequeño - Cabuguana - Cawayan - Dayhagan - Gabi - Granada - Guinticgan - Lantangan | - Manlot - Nalumsan - Pantalan - Poblacion - Punta (Bolocawe) - San Fernando - Tabugon - Talingting - Tarong - Tinigban - Tupaz |